# László Raffinsky
László Raffinsky o Ladislau Raffinsky (Miskolc, 23 d'abril de 1905 - Cluj-Napoca, 31 de juliol de 1981) fou un futbolista romanès d'ascendència hongaresa de la dècada de 1930 i entrenador.
Disputà 20 partits amb la selecció de futbol de Romania, amb la qual participà en els Mundials de 1930 i 1938. Pel que fa a clubs, defensà els colors del Chinezul Timişoara, FC Juventus Bucureşti, Ripensia Timişoara, SK Židenice de Txèquia, i Rapid Bucureşti. Posteriorment destacà com a entrenador, al capdavant del Prahova Ploieşti, entre d'altres clubs més modestos.